# Международный аэропорт имени Беназир Бхутто
Междунаро́дный аэропо́рт и́мени Бенази́р Бху́тто (урду بینظیر بھٹّو بین الاقوامی  ہوائی اڈہ‎) (до 21 июня 2008 года — Международный аэропорт Исламаба́д) (ИАТА: ISB, ИКАО: OPRN) — международный аэропорт совместного базирования в городе Исламабаде в Пакистане; третий по величине аэропорт страны. Является базовым для крупных национальных авиакомпаний: «Pakistan International Airlines», «Airblue» и «Shaheen Air International».

## История
21 июня 2008 года аэропорт Исламабад официально был переименован в Международный аэропорт имени Беназир Бхутто в честь убитого премьер-министра Пакистана.

## Характеристики
Аэропорт имеет одну основную взлётно-посадочную полосу длиной 3000 метров и одну для небольших самолётов. У терминала располагается перрон на стоянку и обслуживание 11 широкофюзеляжных самолётов.

## Авиакомпании и направления

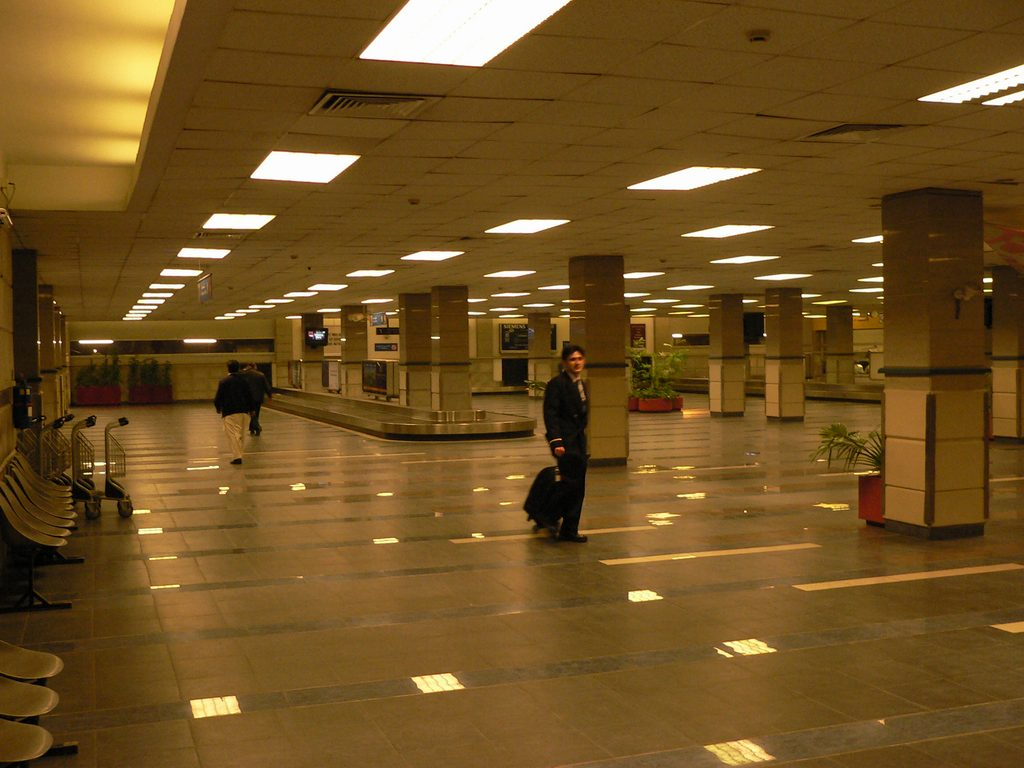
Зона прилёта

## Катастрофы и происшествия
- 1 августа 1948 года при посадке рухнул грузовой самолёт. Воздушное судно списано.
- 18 мая 1959 года самолёт Vickers Viscount авиакомпании «Pakistan International Airlines» во время посадки соскользнул с ВПП. Никто из пассажиров и членов экипажа не пострадал.
- 4 февраля 1986 года Боинг 747-200 авиакомпании «Pakistan International Airlines» выполнил посадку на брюхо фюзеляжа. Люди, находившиеся на борту, не пострадали.
- 28 июля 2010 года произошла одна из самых крупных авиакатастроф за всю историю Пакистана. Самолёт Airbus A321-200 авиакомпании «Airblue» при попытке захода на посадку потерпел крушение в холмах Маргалла. Все 146 пассажиров и 6 членов экипажа погибли.

## Интересные факты
После землетрясения в Кашмире в 2005 году самый большой самолёт в мире Ан-225 "Мрия" приземлялся в аэропорту Исламабада с гуманитарной помощью.